# Chan Sy
Pour les articles homonymes, voir Sy.
Chan Sy (né en 1932 à Kampong Chhnang et mort le 26 décembre 1984 à Moscou), est un homme politique cambodgien, Premier ministre du Cambodge du 5 décembre 1981 à sa mort.

## Biographie
Après avoir passé près de quinze ans au Viêt Nam, Chan Sy retourne au Cambodge à la suite de la chute du régime khmer rouge, au début de 1979, d’abord en tant que responsable des commissaires politiques des forces armées de la république populaire du Kampuchéa, puis, en juin 1981, vice-ministre de la défense. Le 5 décembre de la même année, à la suite de la « démission » – en fait une mise à l’écart - de Pen Sovan, il remplacera ce dernier en tant que premier ministre, d’abord par intérim avant, le 10 février 1982, d’être confirmé à ce poste par l’assemblée nationale.
Affecté par des problèmes de santé, Chan Sy se fait hospitaliser à la fin de 1984 en U.R.S.S. où il décédera le 26 décembre.